# Ödemarksprästen
För filmen som bygger på boken, se Ödemarksprästen (film).
Ödemarksprästen är en roman av den finlandssvenske författaren Harald Hornborg, utgiven på förlaget Wahlström & Widstrand 1938. Boken filmatiserade 1946 som Ödemarksprästen i regi av Gösta Folke.

## Utgåvor
- Hornborg, Harald (1938). Ödemarksprästen.. Stockholm: Wahlström & Widstrand. Libris 1371849
- Hornborg, Harald (1947). Ödemarksprästen.. [Folket i bilds folkböcker] ; 59. Stockholm: Folket i bild. Libris 1401082
- Hornborg, Harald (1954). Ödemarksprästen.. Stora bokringen ([Ny utg.]). Stockholm: Lindqvist. Libris 1453278
- Hornborg, Harald. (2004). Ödemarksprästen. Enskede: TPB. Libris 12579539

### Fotnoter
1. ↑  ”Ödemarksprästen”. Libris.kb.se. http://libris.kb.se/bib/1371849?vw=full. Läst 11 februari 2013.
2. ↑  ”Ödemarksprästen”. Svensk Filmdatabas. http://sfi.se/sv/svensk-filmdatabas/Item/?itemid=4155&type=MOVIE&iv=Basic&ref=/templates/SwedishFilmSearchResult.aspx?id%3d1225%26epslanguage%3dsv%26searchword%3d%C3%B6demarkspr%C3%A4sten%26type%3dMovieTitle%26match%3dBegin%26page%3d1%26prom%3dFalse. Läst 11 februari 2013.